# Cleeve Abbey
Cleeve Abbey (lat. Abbatia Vallis Florida) ist eine ehemalige Zisterzienser-Abtei in England. Das Kloster liegt rund 3 km südwestlich von Watchet bei Washford in Somerset, nahe der A39 von Bridgwater nach Barnstaple.

## Geschichte
Das Kloster wurde zwischen 1186 und 1191 von William de Roumare, dessen Großvater William de Roumare bereits 1142 Revesby Abbey in Lincolnshire gegründet hatte, auf seinen Gütern in Somerset gestiftet. Der aus zwölf Mönchen bestehende zisterziensische Gründungskonvent mit dem ersten Abt Ralph kam 1198 aus dem Kloster Revesby, einem Tochterkloster von Rievaulx Abbey aus der Filiation der Primarabtei Clairvaux. Die Gründung wurde zunächst von den nahegelegenen Zisterzen Forde Abbey und Neath Abbey wegen zu geringen Abstands von ihnen bekämpft. Die Abtei trug den Namen „Vallis Florida“ (blühendes Tal), blieb aber unter der Bezeichnung Cleeve Abbey, die auf das nahegelegene Dorf Old Cleeve zurückgeht, besser bekannt. Die Abtei erhielt außer der Stiftung durch die Familie de Roumare auch Stiftungen von anderen in der Gegend begüterten Familien; die Klostergüter erstreckten sich von den Brendon Hills in das Tal des Washford River und bis gegen die Küste sowie in die Gegend von Bideford und bis nach Cornwall. Die Abtei hatte auch das Rektorat über die Insel Lundy. Sie besaß zudem mehrere Grangien. Gegen Ende des 13. Jahrhunderts erreichte die Zahl der Mönche mit 28 ihren Höhepunkt. Im 14. Jahrhundert setzte ein Niedergang ein, der zum Ende der Eigenbewirtschaftung der Güter führte. Damit verschwanden im Kloster auch die Baulichkeiten der Konversen. Unter Abt David Juyner (1435 bis 1487) besserte sich die Lage und Teile des Klosters wurden neu erbaut, insbesondere ein neues Refektorium. Die Bauarbeiten wurden unter dem letzten Abt William Dovell abgeschlossen. Im Jahr 1535 wurde das Einkommen der Abtei mit 155 Pfund bewertet, womit die Abtei unter den Auflösungsakt von 1536 fiel. Die Aufhebung erfolgte am 6. September 1536. Die Klostergüter wurden zum Teil von der Familie Dovell erworben, die Abtei wurde zunächst an Anthony Busterd für 21 Jahre verliehen, jedoch erhielt der Earl of Sussex wenig später die zunächst als Herrenhaus und dann als landwirtschaftliches Anwesen genutzten Ländereien, die bis 1949 in privater Hand verblieben und erst dann vom Staat zurückgekauft wurden. Nach 1870 wurde das Kloster zu einem Anziehungspunkt für den Tourismus. Seit 1984 wird Cleeve Abbey von English Heritage betreut.

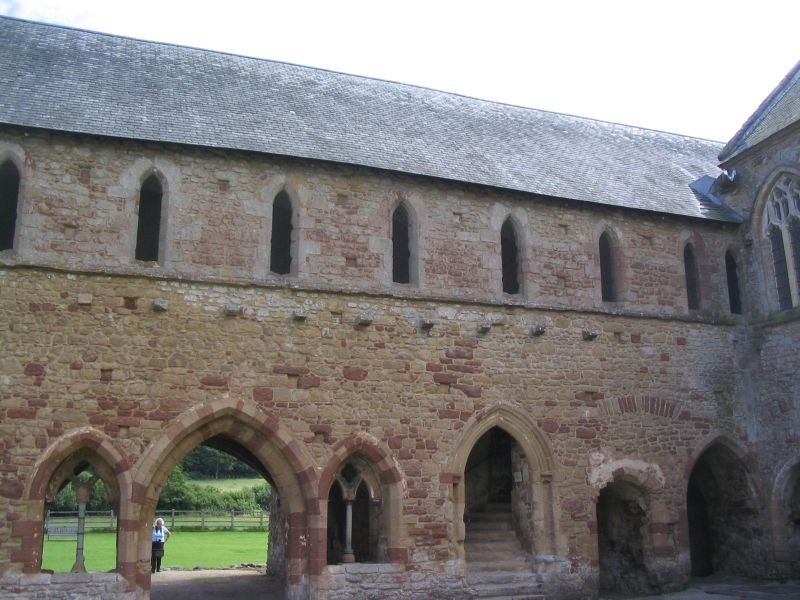
Kreuzgang mit Zugang zum Kapitelsaal

## Anlage und Bauten
Die Kirche, deren Ostteil um 1230 vollendet war, entsprach dem ursprünglichen zisterziensischen Plan („Typ Fontenay“); sie hatte sieben Langhausjoche, ein Querhaus mit zwei Seitenkapellen auf der Ostseite und einem rechteckigen Chor. Auch die übrige Anlage der rechts (südlich) von der Kirche gelegenen Klausur entsprach dem bernhardinischen Plan. Die Kirche wurde mit Ausnahme der Südwand bald nach der Auflösung des Klosters abgebrochen, der Grundriss ist im Gelände noch erkennbar, auch sind die Schäfte einzelner zylindrischer Säulen erhalten. Auch der Kreuzgang ist abgegangen, jedoch ist der Ostflügel der Klausur (aus lokalem gelben und rotem Sandstein) mit einschiffigem Kapitelsaal sowie im Obergeschoss dem Dormitorium ungewöhnlich gut erhalten, während der Südflügel im 15. Jahrhundert gründlich umgebaut wurde (Refektorium mit Holztonne und geschnitzten Engeln jetzt im ersten Stock und parallel zum Kreuzgang, jedoch ist der Fußboden des ursprünglichen 19,7 m langen, rechtwinklig zum Kreuzgang stehenden Refektoriums mit seinen Bodenfliesen in situ erhalten). Einige Wandgemälde aus der Spätzeit des Klosters haben sich erhalten. Der Westflügel (ursprünglich Konversenflügel) war durch eine Klostergasse von der Klausur getrennt (wie häufig bei der Filiation von Clairvaux, s. z. B. Kloster Eberbach oder Neath Abbey). Erhalten sind hier verschiedene nachmittelalterliche Teile sowie Wände des Bereichs des Cellerars. Die gesamte Anlage wurde 1875/1876 restauriert. Weiter erhalten ist ein eindrucksvolles Torhaus nordwestlich des Klosters.